# Iturup
Iturup (russisch Итуруп; japanisch 択捉島 Etorofu-tō) ist eine Insel des Kurilen-Archipels. Die Insel gehört de facto zu Russland, wird aber von Japan als Teil der Unterpräfektur Nemuro, Hokkaidō beansprucht.
Der Name stammt aus der Ainu-Sprache, vermutlich von etu-oro-o-p (エトゥオロオㇷ゚) für „Ort mit dem Kap“ oder etu-or-o-p (エトゥオㇿオㇷ゚) für „Person/Gegenstand mit Nasenwasser“, was sich darauf beziehen soll, dass sich hier früher ein Stein befand, der aussah wie eine Person mit einer laufenden Nase.

## Geographie
Iturup liegt nordöstlich von Hokkaidō, nahe dem südlichen Ende der Inselkette der Kurilen. Mit einer Fläche von 3.166,64 km² ist sie mit Abstand die größte Kurilen-Insel. Iturup ist etwa 200 km lang, bei einer Breite von 7 bis 27 km.
Die wichtigste Siedlung der Insel ist die Stadt Kurilsk mit ca. 2.000 Bewohnern. Insgesamt leben auf Iturup etwa 7500 Menschen (Stand: 2003).
Die Insel verfügt über zwei Flughäfen: den Flughafen Iturup im nördlichen Teil der Insel (IATA-Flughafencode: ITU, ICAO-Code: UHSI) und die Luftwaffenbasis Burewestnik im zentralen Teil (IATA-Flughafencode: BVV, ICAO-Code: UHSB).

### Vetrovoy Isthmus
Die Entwicklung des Kurilen-Inselbogens wurde durch umfangreiche calderabildende Vulkanausbrüche im späten Neo-Pleistozän-Holozän erheblich beeinflusst, die große Mengen an Bimsstein-Pyroklastika und Tephra in die Wellenbearbeitungszone einbrachten. Auf der Insel Iturup führte die Bildung von vier großen Einsturzkratern während des späten Neo-Pleistozäns-Holozäns zur Freisetzung von etwa 450 km³ überwiegend dakitischer Pyroklastika.
Die Bildung der subaerischen Landenge von Vetrovoy wird auf die Ansammlung solchen Materials während mächtiger explosiver, calderabildender Eruptionen in der flachen Meerenge zwischen den Nachbarinseln zurückgeführt. Das heutige geomorphologische Erscheinungsbild der Landenge ist eine Folge der nachfolgenden Wellen- und äolischen Pyroklastikverarbeitung, die zur Bildung von Meeres- und Lagunenterrassen führte.
Eine Studie von Afanas'ev et al. konzentriert sich auf die Untersuchung der Existenz der Meerenge, die den südlichen und den nördlichen Teil der Insel Iturup im mittleren bis späten Holozän trennt, aus der Perspektive der Küstengeomorphologie. Man geht davon aus, dass der explosive Vulkanismus des späten Pleistozäns intensiver und länger war als die Ereignisse des frühen Holozäns, was zur Bildung von Bimssteinablagerungen im Prostor-Golf der Insel Iturup führte. Radiokarbondatierungen des Torfmoores, das der Bimsstein-Pyroklastik-Decke im Isthmus von Vetrovoy zugrunde liegt, lassen auf Ereignisse vor etwa 38.000–39.000 Jahren schließen.
Die Stratigraphie, Entstehung und Chronologie der holozänen Ablagerungen auf der Insel Iturup sind nur unzureichend erforscht und beruhen hauptsächlich auf C14-Daten aus der Kasatka-Bucht und der Olga-Bucht[14]. An der Mündung des Kurilka-Flusses wurden drei transgressive Sedimentationsphasen identifiziert, die mit der atlantischen, der subborealen und der subatlantischen Periode vergleichbar sind, mit einem maximalen Meeresspiegelanstieg von bis zu 3,5 Metern über dem heutigen Niveau im Atlantik.
Feldarbeiten, die 2017–2018 auf der Landenge von Vetrovoy durchgeführt wurden, ergaben vulkanisch-tektonische Verwerfungen mit einer Schicht aus Strandmaterial, was auf mindestens zwei pyroklastische Ausbrüche im mittleren bis späten Holozän hindeutet. Georadar-Untersuchungen ergänzten die Ergebnisse der manuellen Bohrungen und gaben Einblicke in die geologischen Merkmale der Landenge.
Die Ablagerungen des Vetrovoy Isthmus umfassen vulkanisch-tektonische Verwerfungen, Bimsstein-Pyroklastika, äolische Ascheablagerungen und Boden-Tephra-Formationen. Die morphometrischen Parameter der Basisterrasse deuten auf eine Hebungsrate des Gebietes während der letzten Phase der küstennahen marinen Akkumulation hin, die 4 mm/Jahr erreichen könnte, was etwas höher ist als die 3,5 m/Jahr, die während der letzten 6000 Tausend Jahre aufgezeichnet wurden.
Die Studien deuten darauf hin, dass der explosive Vulkanismus im mittleren späten Holozän den morphotektonischen Plan des Gebiets der Landenge von Vetrovoy erheblich beeinflusste und möglicherweise zur Verstopfung der Meerenge beitrug. Die Anhebung der Terrassenoberfläche während des mittleren Holozäns könnte mit diesen vulkanischen Ereignissen zusammenhängen. Man nimmt an, dass die Hebungsrate des Gebiets während der letzten Phase der küstennahen Meeresakkumulation etwa 4 mm/Jahr betrug. Allerdings gibt es derzeit keine Daten über das Alter der marinen Georadar-Fazies, die als Ergebnis der Forschung auf der Landenge von Vetrovoy identifiziert wurde.

## Geschichte und Politik
Iturup wurde ursprünglich von Ainu bewohnt. Im späten 18. Jahrhundert kamen russische Siedler auf die Insel. Im Jahr 1800 wurde auf Iturup eine japanische Garnison stationiert. Die Insel wurde von Japan als Verbannungsort für politische Häftlinge und Strafgefangene genutzt.
1855 wurde die Insel durch den Vertrag von Shimoda zu japanischem Territorium. 1945 wurde Iturup von sowjetischen Truppen besetzt. Seit 1946 gehört die Insel nach sowjetischer bzw. seit 1991 russischer Auffassung zu russischem Staatsgebiet. Zu den Südlichen Kurilen zählend, ist die Insel Gegenstand des Kurilenkonflikts: Die Hoheit über Iturup wird von Japan beansprucht.
Speziell für gegenseitige visafreie Besuche durch russische Inselbewohner und japanische Bürger wurde im Jahr 2012 ein Fahrgastschiff, die Etopirika, gebaut.
Am 6. September 2022 kündigte Russland einseitig den Vertrag für visafreie Besuche.

## Vulkane auf Iturup
(Quelle: )
- Atsonupuri
- Baranski-Vulkan
- Berutarubesan (Berutarube)
- Chirippusan (Chirip)
- Etorofu-Yakeyama (Grozny Group)
- Hitokappu-Volcano-Group (Bogatyr Ridge)
- Moekeshiwan Caldera (Lvinaya Past)
- Kudrjawy; Myororo-Dake (Medvezhia)
- Odamoisan (Tebenkov)
- Rakkibetsu-Dake (Demon)
- Rucharu (Golets-Tornyi Group)
- Sashiusu-Dake (Baransky)
- Tsirk Caldera
- Urbich Caldera

## Galerie

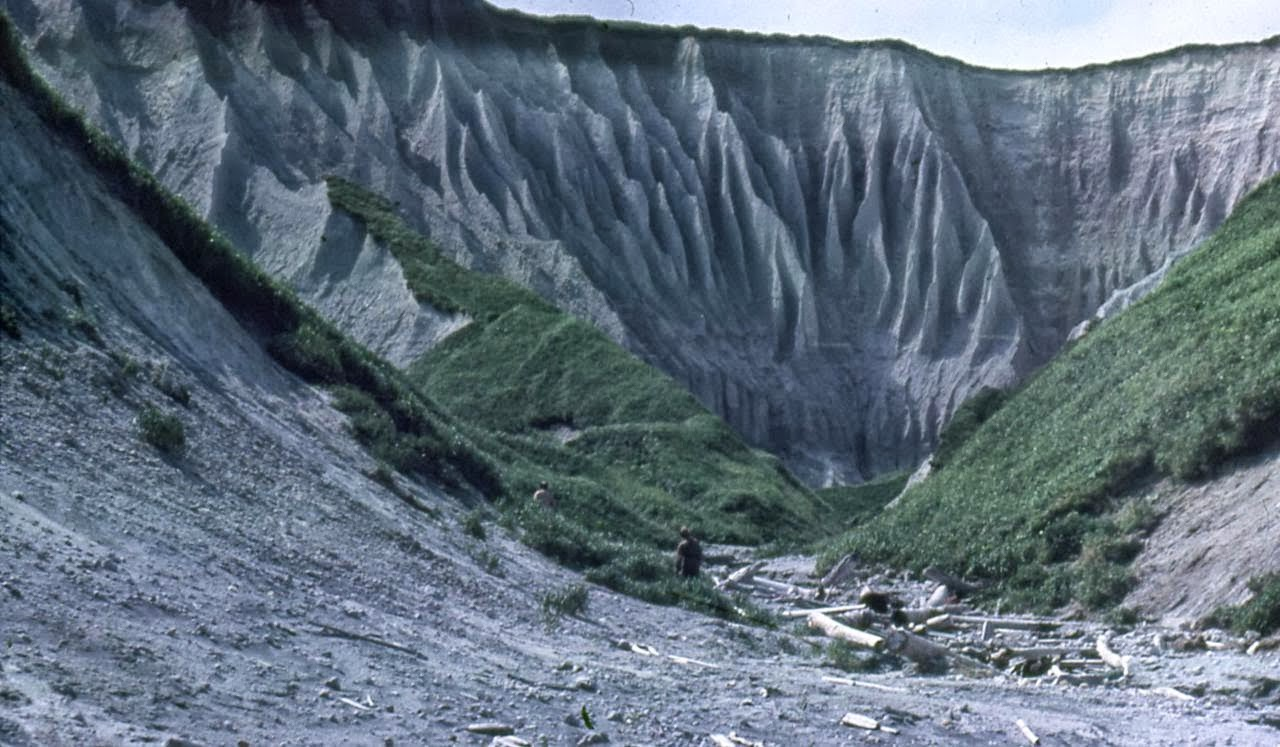
Iturup, 1981
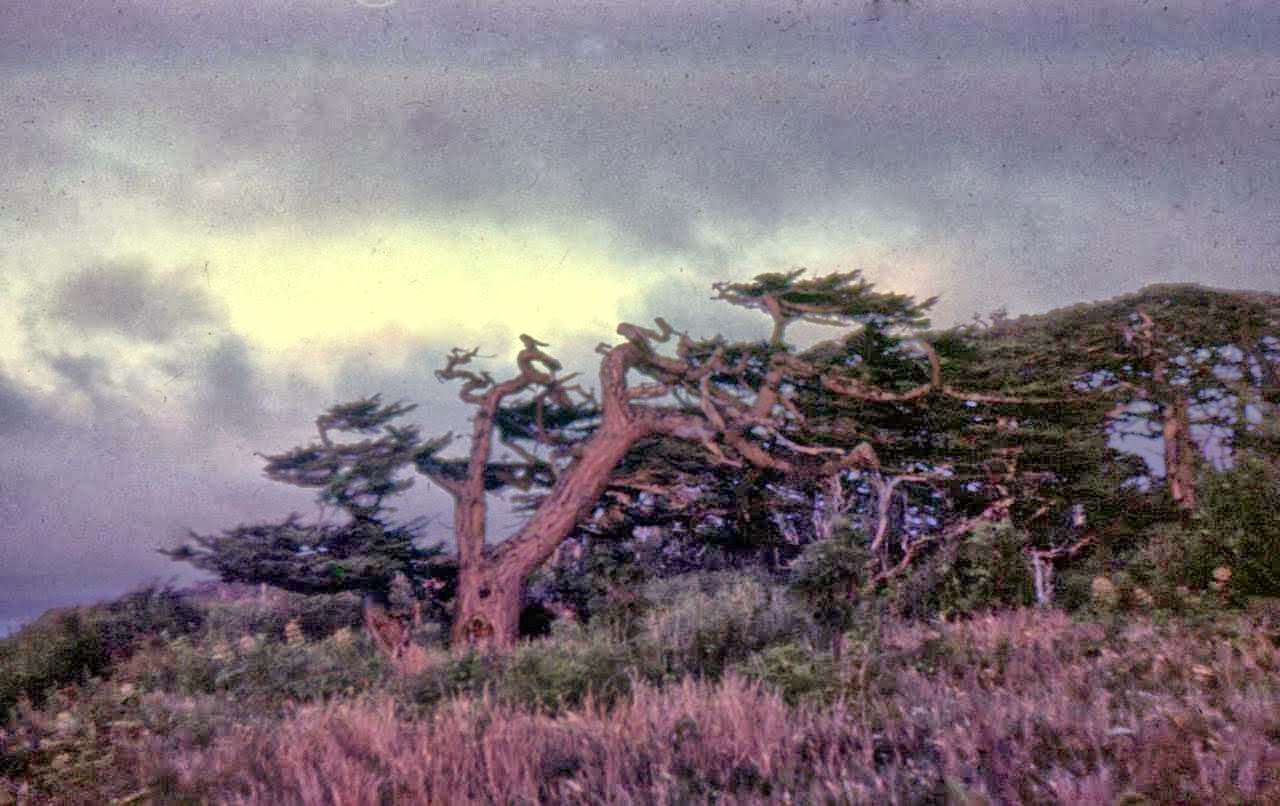
Bäume unter ständigem Wind, 1981
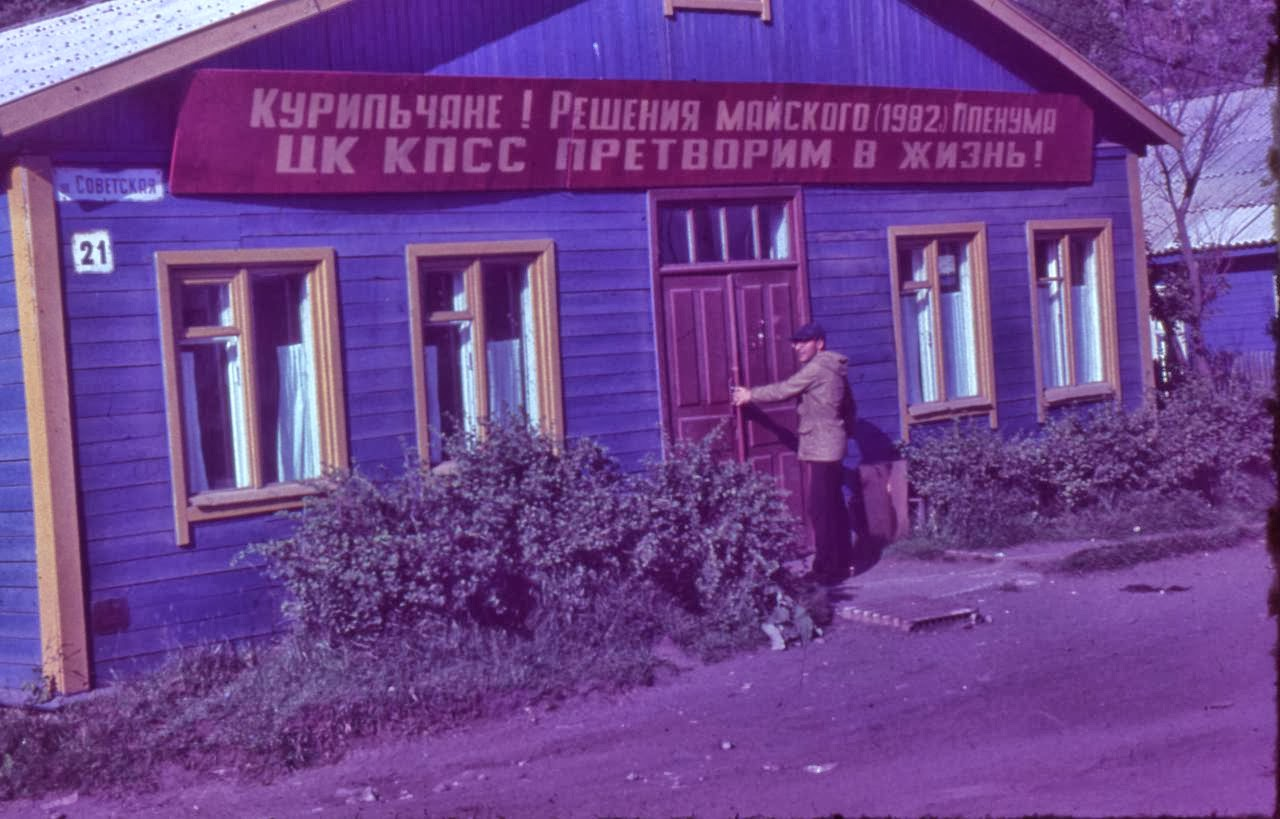
Kurilsk, lokale Verwaltungsgebäude, 1981
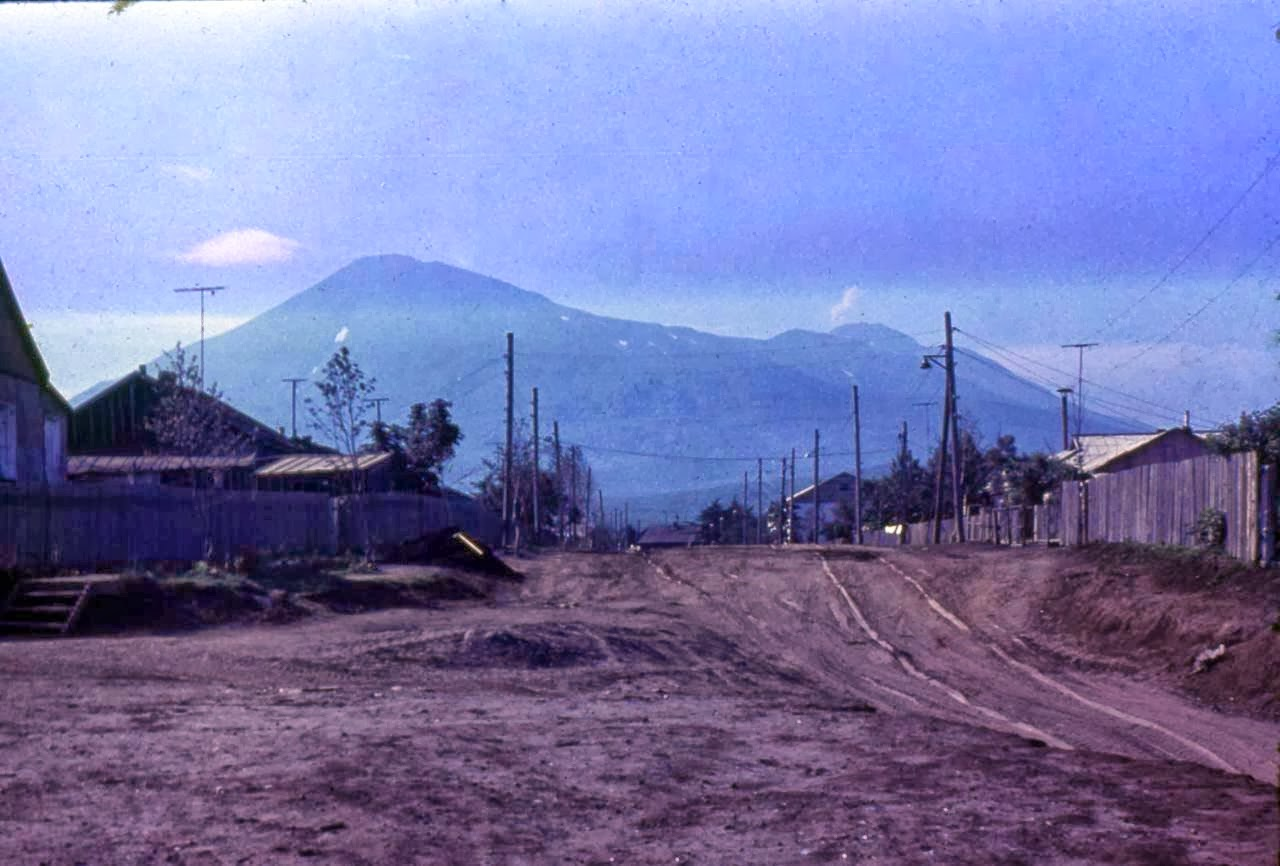
Kurilsk, 1981